# セミタケ
セミタケは、子嚢菌門のボタンタケ目オフィオコルディケプス科オフィオコルディケプス属に分類される子嚢菌の一種である。

## 形態
有性世代の子実体は高さ3-6センチの棍棒状をなし、やや膨らんだ円筒形の頭部（子座）と、それよりいくぶん細い柄とからなる。頭部は淡い赤褐色～灰褐色を呈し、その表面直下に微細な粒状の子嚢殻が多数埋もれて形成される。柄は頭部よりも色が淡く、その基部は分岐することなく直接にセミの幼虫体につながっており、基部近くには、しばしば灰桃色のこぶ状ないし樹枝状の突起（無性世代）を生じる。
個々の子嚢殻は上半部が子座の組織から突出し、子座よりやや暗色を呈し、頂部に一個の穴を形成して胞子を射出する。子嚢殻の内部には無数の子嚢（無色・円筒形で、その先端部は非常に厚壁）が形成され、一本の子嚢の内部には通常８本の胞子が作られる。胞子は非常に細長い円筒形をなし、多数の隔壁で仕切られるが、子嚢から射出された後にはすみやかに隔壁部でばらばらに分断され、短い円筒状の二次胞子となる。
無性世代は有性世代の子実体の基部付近に形成される突起の表面に生じ、長楕円形ないし紡錘形の分生子を無数に作る。この無性世代については、形態的特徴に基づき、従来はPaecilomyces cicadaeの学名が与えられていた。しかし、分子同定により確かめられた本種の無性世代の形態観察の結果、本種は既知のいずれの無性世代の形態と一致せず、Beauveria soboliferaの名に改められた。

## 生態
日本では地中に生息するニイニイゼミの幼虫を寄主としており、初夏から初秋にかけて、人家の庭・庭園あるいは神社の境内などで見出される。
ニイニイゼミが分布しない諸外国では、Proalba hilaris（ジャマイカ産）ほか数種のセミ類の幼虫体上に発生した記録がある。

## 分布
日本では沖縄本島以北に分布し、栃木県が北限とされていたが、のちに石川県および富山県からも記録されている。
海外では中国・キューバ・ドミニカ共和国・メキシコ・ニュージーランド・スリランカおよびマダガスカルに産する。

## 類似した種
ヒグラシタケ（O. takaoensis）はニイニイゼミではなくヒグラシの幼虫を宿主とするもので、宿主を異にすること・宿主が全面的に厚い菌糸膜におおわれて露出しないこと、および二次胞子が太くて短いことなどを根拠に、初めはセミタケの一変種として記載されたが、のちに独立種として昇格された。さらに分子系統学的再検討が行われた結果、現在ではやはり独立した別種であるとされている。セミタケに比べて、後者の発生は非常にまれであるといわれ、東京都八王子市（高尾山）で得られたタイプ標本以外には現存する標本がなく、再採集の記録も知られていない。
また、オオセミタケ（O. heteropoda）は、アブラゼミやエゾゼミあるいはヒグラシなどの幼虫を宿主とし、子実体の柄の基部が細根状に分岐して宿主につながることで区別される。

## 分類学上の位置づけ
他の多くの冬虫夏草と同様、本種も伝統的にノムシタケ属（Cordyceps）に分類されてきたが、分子系統学的解析の結果に基づいて別属Ophiocordycepsに所属が変更され、さらに科のレベルでも分離されるに至った。

## 人間との関わり
樹木の吸汁害虫としてのニイニイゼミの天敵ではあるが、農業上で重視されるほどの生態的なメリットがあるかどうかは定かではない。
また、生薬として著名な狭義の冬虫夏草（Ophiocordyceps sinensis:中国産）と共通する成分としてコルジセピン（3’-デオキシアデノシン：3’-deoxyadenosine）を含有しており、薬用資源としての将来性が期待されているが、少なくとも日本国内においては、臨床用製剤としての実用化の段階には至っていない。

## 人工培養
じゅうぶんに成熟した子実体（有性世代）から胞子を無菌的に取り出し、卵黄（110g）・カイコの粉末（真空凍結乾燥したもの：30g）・チアミン・硫酸マグネシウム（7水塩：0.5g）・リン酸二水素カリウム（1.0g）を混合して蒸留水で１リットルとした液体培地に接種することにより、人工培養菌株が得られる。ただし、この培地上での子実体形成は成功しなかったという。
子実体そのものの断片を接種源として培養することもできる。ジャガイモ＝ブドウ糖寒天培地・ジャガイモ＝ショ糖寒天培地・麦芽エキス培地などのほか、合成培地の一種であるツァペク培地上でも生育するが、子実体を形成させるのは難しい。炭素源としては二糖類のマルトース・トレハロース・ショ糖を好む。窒素源としては、アンモニア態の化合物も資化するものの、硝酸態の化合物をより好むとされている。菌糸の生育至適温度は25℃であり、光照射下よりも暗黒下のほうが菌糸の密度は高くなる。培地の水素イオン濃度についてはpH6-7程度（微酸性ないし中性）で最も発育がよいという。

## 成分
子実体からは、マンニトール（子実体100g当り5.78-10.91g）・多糖類（同0.35-2.27g）・サポニン（同0.12-0.76g）・フラボノイド（同0.41-1.28g）などが検出されている。このうち、マンニトールについては、虫体（セミの幼虫体）よりも子実体のほうが含有量に富むが、その他の三種類の成分については虫体と子実体との間で含有量に大きな差異は認められないという。

## 保護状況
京都府レッドデータブックにおいては、「絶滅寸前種」のカテゴリーに含められている。